# 꽃보라동산
꽃보라동산은 대구광역시 북구 산격동에 위치한 대구광역시의 공원이다. 대구 시청 별관 바로 옆에 위치하고 있다. 대구 북구 8경 중 제2경으로 경북대서문 네거리에서 도청교에 이르는 신천동로 변의 공원이다. 꽃보라동산 공원은 특히 벚꽃 명소로 유명하며, 봄에 산책로를 따라 피어있는 벚꽃들을 즐기기 위해 많은 대구 시민들이 즐겨 찾는 휴식 공간이다.

## 현황
대구광역시 북구8경 중 2경에 해당할 만큼 빼어난 광경을 자랑하며, 벚꽃 명소이자 데이트 장소로도 유명하다.
특히 대구시청 별관 이전으로 인하여 꽃보라동산에 방문객이 많아졌기 때문에 더욱 쾌적한 환경을 제공하고자 2020년 5월 '꽃보라동산 경관 개선 사업'을 추진하였다. 하부 산책로를 친환경 재료로 정비하고, 대로변 가로수 구간에 띠녹지 조성 및 신천동로와 인접한 구간에 보행자 사고를 예방하기 위하여 안전펜스를 설치하는 등, 대대적인 개선이 이루어졌다.

## 시설
꽃보라동산 안에는 안내판과 벤치 등의 편의시설이 조성되어 있으며, 하트 조형물, 지금 여기 너와 나의 꽃보라 달 조형물, 아치조명터널, 웨딩 프로포즈 포토존 등 다양한 포토존이 조성되어 있다. 또한 야간에는 수목등, LED 장미화단, 벚꽃 터널과 빛 조명이 아름다운 분위기를 보여준다.

## 교통
대구시내버스 300, 303, 323, 323-1, 403, 623, 706, 719, 순환2, 순환2-1 (산격청구맨션) 을 통해 도달할 수 있다.
자가용을 이용한다면 시청별관 주차 후 도보로 5분 정도 이동시 도착할 수 있다.
또한 꽃보라동산 주변으로 경북대학교, 칠성시장 등의 관광지가 있다.